# Gare de Choisy-le-Roi
Gare de Choisy-le-Roi vasútállomás és RER állomás Franciaországban, Choisy-le-Roi településen.

## Vasútvonalak
Az állomást az alábbi vasútvonalak érintik:
- Párizs–Bordeaux-vasútvonal
- Choisy-le-Roi-Massy - Verrières-vasútvonal

## Kapcsolódó állomások
A vasútállomáshoz az alábbi állomások vannak a legközelebb:
- Gare de Villeneuve-le-Roi (Gare de Bordeaux-Saint-Jean, Párizs–Bordeaux-vasútvonal)
- Gare des Ardoines (Paris Gare d’Austerlitz, Párizs–Bordeaux-vasútvonal)
- Gare des Saules (Gare de Massy - Palaiseau, Choisy-le-Roi-Massy - Verrières-vasútvonal, RER C)
- Gare des Ardoines (Gare de Saint-Quentin-en-Yvelines - Montigny-le-Bretonneux, Gare de Pontoise, Gare de Versailles-Château-Rive-Gauche, RER C)
- Gare de Villeneuve-le-Roi (Gare de Saint-Martin-d'Étampes, Gare de Dourdan - La Forêt, RER C)

## Lásd még
- Franciaország vasútállomásainak listája
- A RER állomásainak listája